# Рийзипере
Ри́йзипере (эст. Riisipere) — посёлок в волости Сауэ уезда Харьюмаа, Эстония. До 2017 года входил в состав волости Нисси (упразднена) и был её административным центром.

## География и описание
Посёлок расположен в 32 километрах к юго-западу от Таллина у железной дороги Таллин—Хаапсалу и рядом с шоссе Таллин—Хаапсалу. Расстояние до волостного центра — города Сауэ — 26 км. Высота над уровнем моря — 54 метра.
Климат умеренный. Официальный язык — эстонский. Почтовые индексы: 76202, 76292 (до востребования).

## Население
По данным переписи населения 2021 года, в Рийзипере проживали 868 человек, из них 812 (93,7 %) — эстонцы.
По данным переписи населения 2011 года, в посёлке проживали 885 человек, из них 808 (91,3 %) — эстонцы.
Численность населения посёлка Рийзипере по данным переписей населения:
| Год  | 1959 | 1970  | 1979  | 1989   | 2000   | 2011  | 2021  |
| ---- | ---- | ----- | ----- | ------ | ------ | ----- | ----- |
| Чел. | 266  | ↘ 243 | ↗ 803 | ↗ 1132 | ↘ 1040 | ↘ 885 | ↘ 868 |

## История
В письменных источниках 1394 года упоминается Rysenberghe (мыза), 1521 года — Rysenberge, 1567 года — Ryssendeberge, 1732 года — Riseperri.
На военно-топографических картах Российской империи (1846–1863 годы), в состав которой входила Эстляндская губерния, обозначены две мызы: рыцарская мыза мз. Нов. Ризенбергъ и побочная мыза мз. Стар. Ризенбергъ.
В XIX — начале XX столетия населённый пункт назывался Ризенберг, а также Рейзенберг (Riesenberg).
Посёлок возник в начале XX века вокруг железнодорожной станции Рийзипере, названной так по мызе Рийзипере (нем. Neu-Riesenberg), на землях деревни Юрьясте (эст. Ürjaste). В 1977 году, в период кампании по укрупнению деревень, с Рийзипере был объединён соседний населённый пункт Нисси. В народе до сих пор сохранилось историческое деление посёлка: его часть вокруг железной дороги называют Рийзипере, а вокруг церкви — Нисси.

## Инфраструктура
В посёлке работают детский сад, основная школа (в 2002/2003 учебном году — 196 учеников, в 2009/2010 учебном году — 125), культурный центр, библиотека, почтовое отделение и 2 магазина.

## Достопримечательности
Памятники культуры:
- в южной части посёлка стоит церковь Пресвятой Девы Марии, также церковь Нисси (эст. Nissi Maarja kirik), построена в 1871—1873 годах по проекту петербургского академика архитектуры Давида Ивановича Гримма. Примечательный образец исторически-эклектической архитектуры в Эстонии;
- недалеко от церкви находится кладбище Нисси, в церковном саду которого установлен памятник Освободительной войне (открыт в 1933 году, восстановлен в 1994 году). Кладбище и памятник внесены в Эстонский Государственный регистр памятников культуры;
- в 2 километрах к западу от посёлка расположена мыза Рийзипере. Парк мызы занимает 17,8 гектара и также охраняется государством.

За северо-западной границей посёлка берёт своё начало часть заповедника Оркъярве.

## Происхождение топонима
По мнению историка Пауля Йохансена (1901–1965), топоним произошёл от фамилии семейства Ризебитерт (Ризбит) (Riesebitert (Risbith)), которому принадлежала расположенная на этих землях мыза .

## Известные уроженцы
- В Рийзипере, в то время — в деревне Ризенберг, возле мызы Ной-Ризенберг (Ревельский уезд Эстляндской губернии Российской империи), родился популярный эстонский композитор Раймонд Валгре (1913–1949).

## Галерея

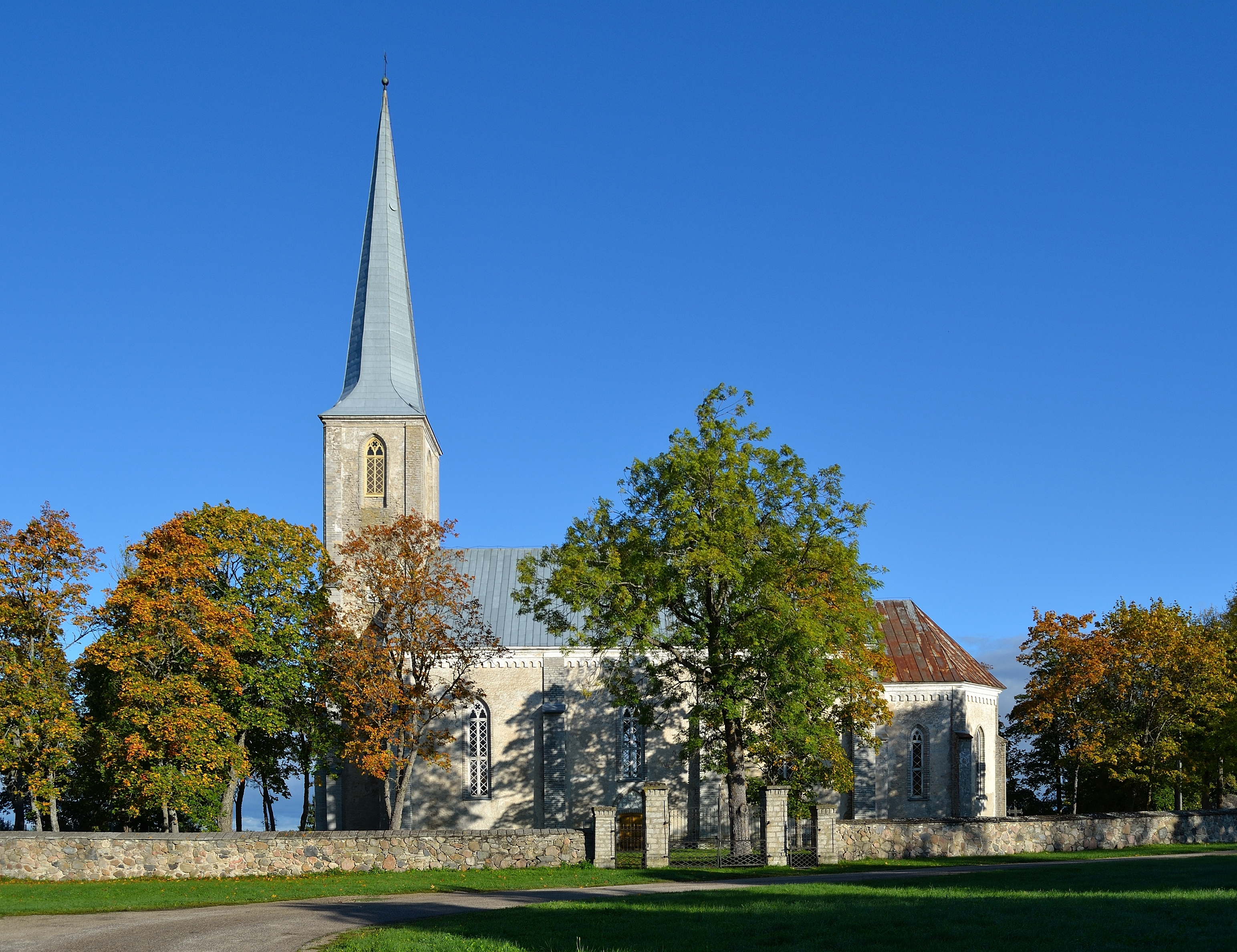
Церковь Нисси
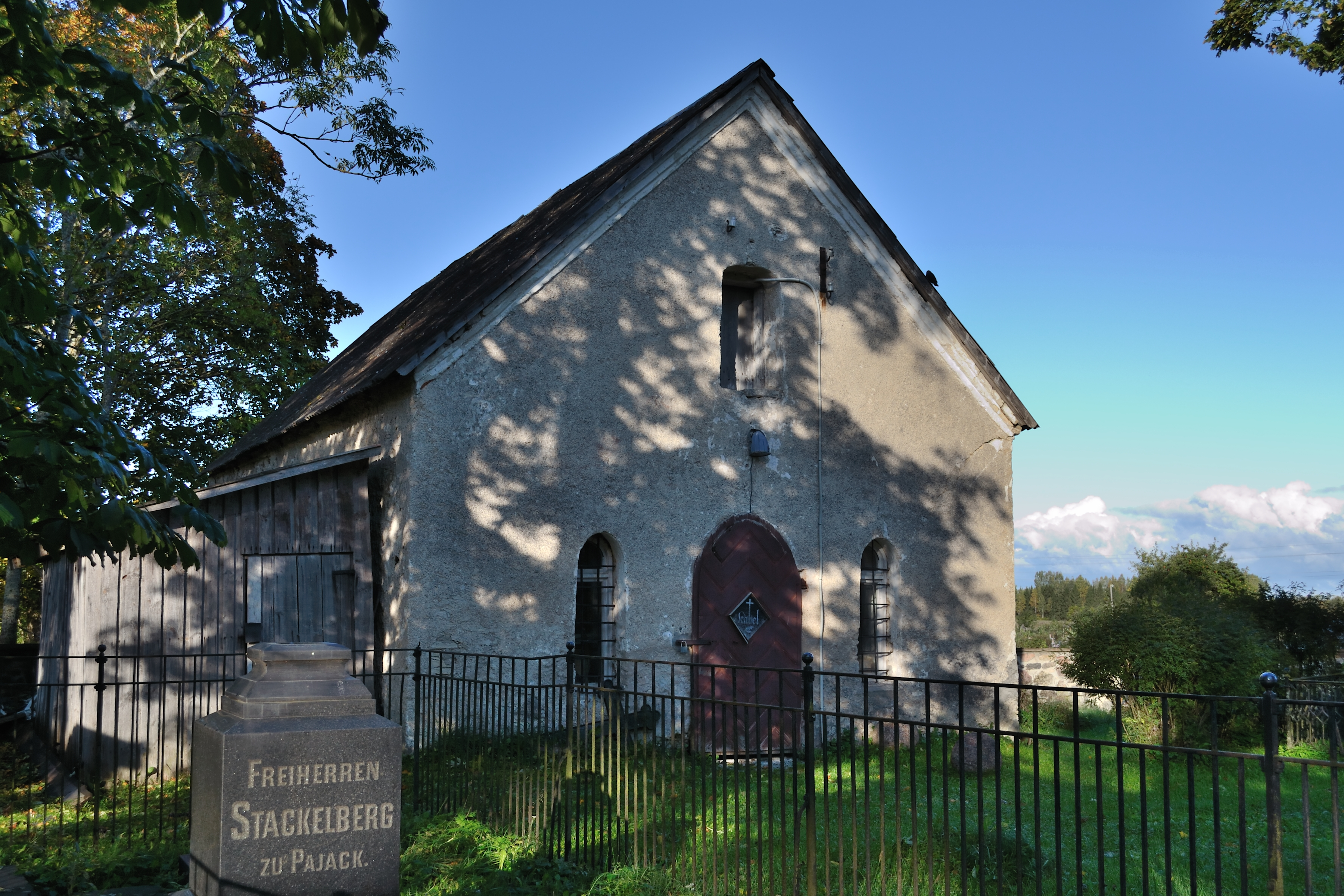
Часовня церкви Нисси
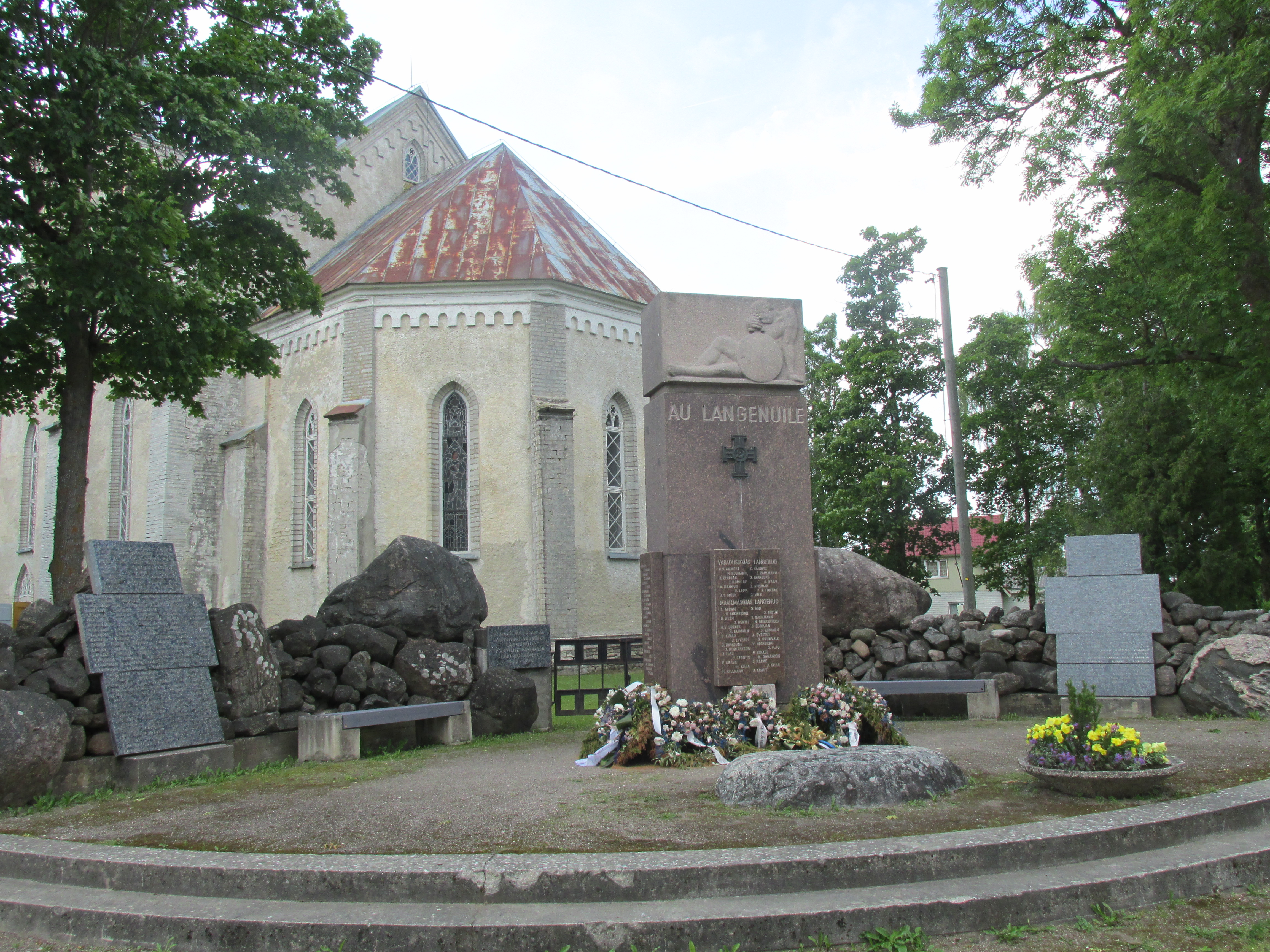
Памятник Эстонской освободительной войне
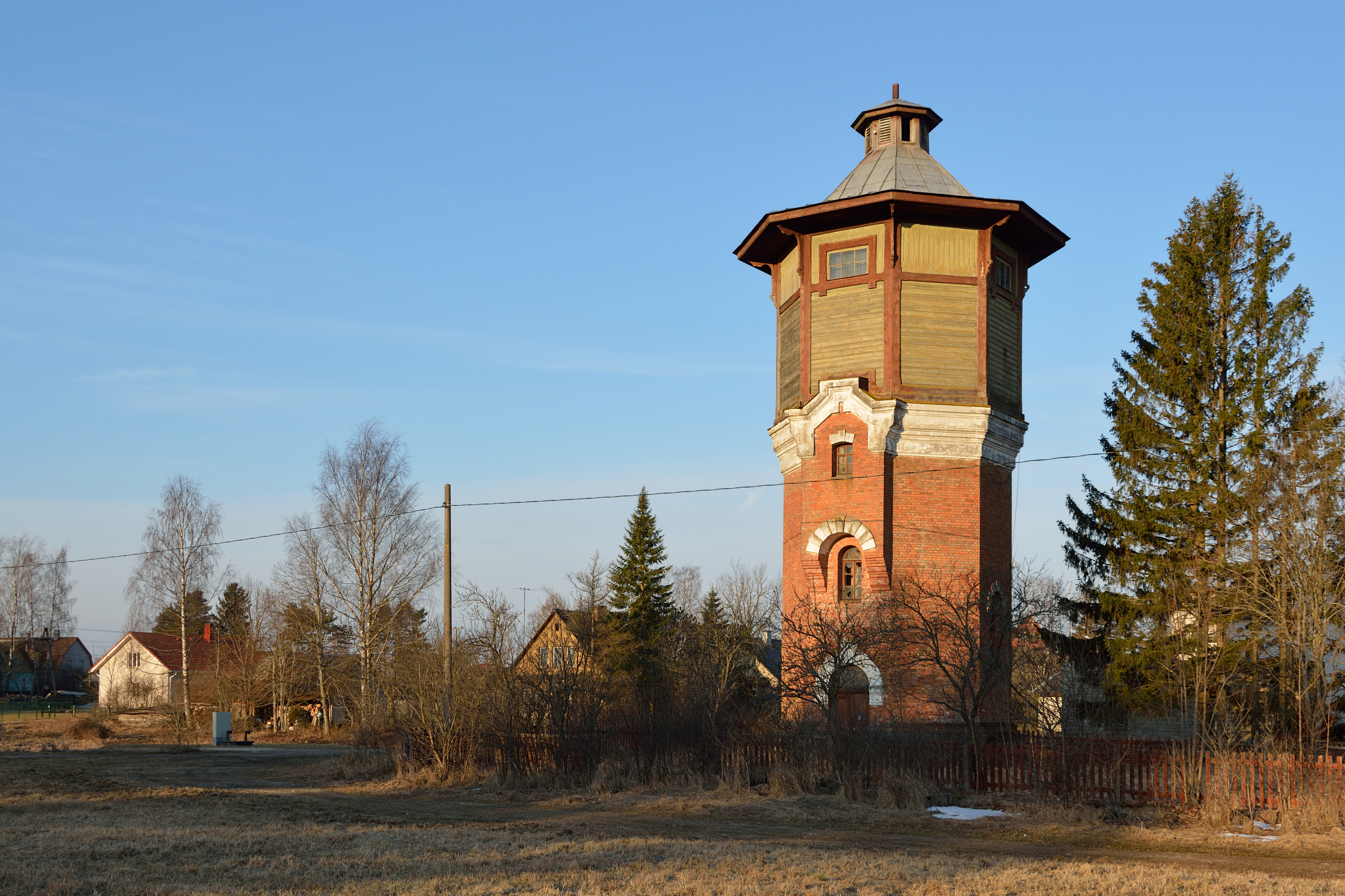
Водонапорная башня ж/д станции Рийзипере
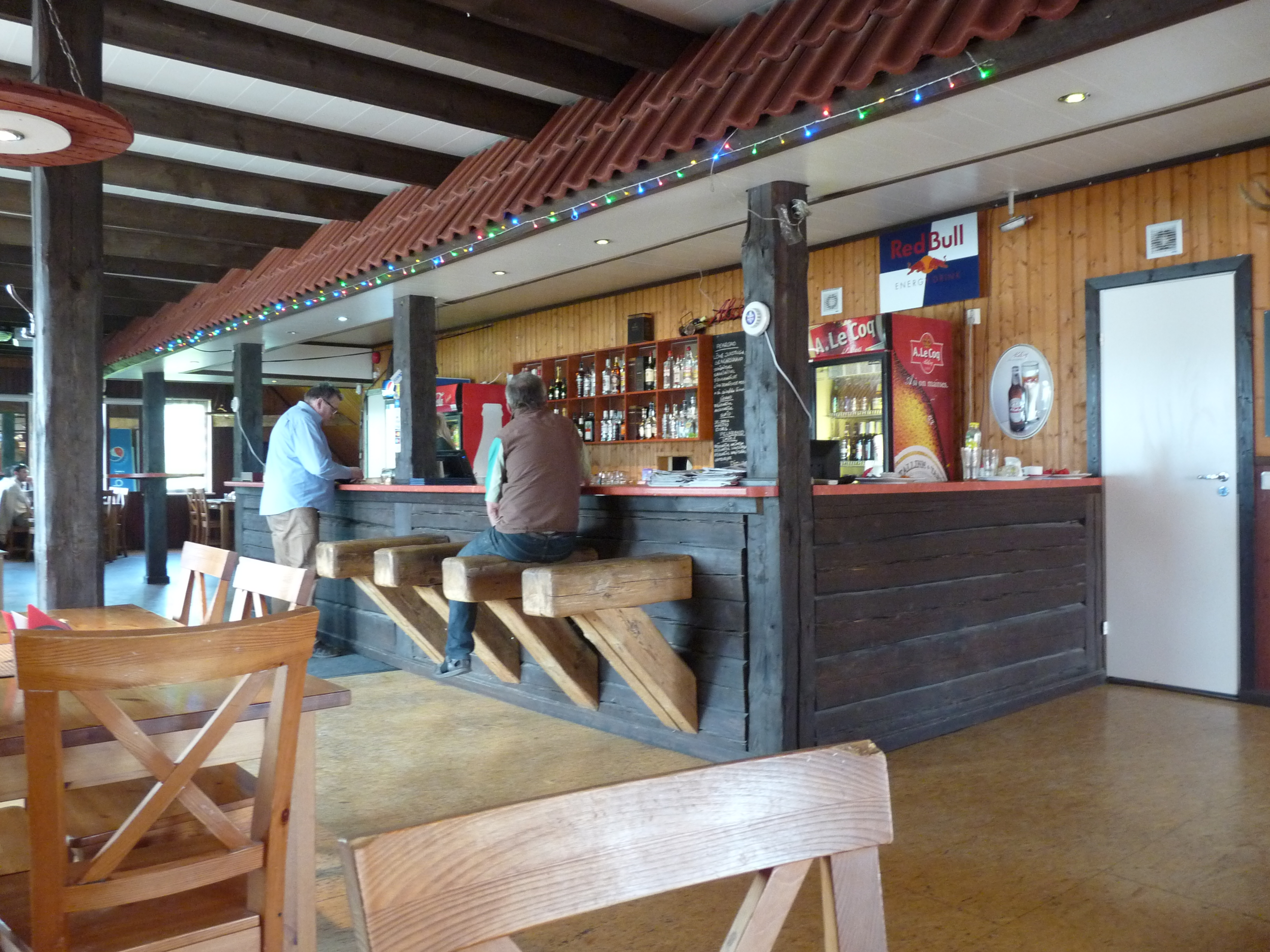
Бар в Рийзипере